# Michał Tadeusiewicz
 Michał Andrzej Tadeusiewicz (ur. 16 maja 1941 w Łodzi - zm. 1 kwietnia 2022) – naukowiec specjalizujący się w teorii obwodów i diagnostyce układów analogowych.
Studiował na Wydziale Elektrycznym Politechniki Łódzkiej, którą ukończył w roku 1964. Pracę doktorską obronił na Politechnice Łódzkiej w roku 1971. Rozprawę habilitacyjną obronił w PŁ w roku 1978, uzyskując stopień doktora habilitowanego. W roku 1989 otrzymał tytuł profesora nauk technicznych.
W Politechnice Łódzkiej pracował od 1965 roku, kolejno na stanowiskach: asystenta, st. asystenta, adiunkta, docenta, profesora nadzwyczajnego i profesora zwyczajnego. Był kierownikiem Zakładu Systemów Nieliniowych.
Profesor Michał Tadeusiewicz jest autorem artykułów naukowych zamieszczonych w 21 różnych czasopismach (periodykach), w tym wielu o wysokiej renomie i światowym zasięgu, takich jak:
- IEEE Transactions on Circuits and Systems: Regular Papers,
- IEEE Transactions on Circuits and Systems: Fundamental Theory and Applications,
- International Journal of Circuit Theory and Applications,
- Circuits, Systems, and Signal Processing,
- Journal of Electronic Testing: Theory and Applications,
- International Journal of Numerical Modelling: Electronics Networks, Devices and Fields,
- Journal of Circuits, Systems and Computers,
- International Journal of Electrical Power and Energy Systems,
- Bulletin of the Polish Academy of Sciences,
- Metrology and Measurement Systems.

Wygłaszał referaty naukowe podczas konferencji międzynarodowych w 22 krajach. Opublikował dwie książki w Wydawnictwie Naukowo-Technicznym (Warszawa 1991 i 2008), cztery podręczniki akademickie oraz pięć skryptów. Kierował dziewięcioma projektami badawczymi MNSzW, MNI, NCN oraz wieloma projektami resortowymi i centralnymi.
Profesor Tadeusiewicz był członkiem krajowym rzeczywistym PAN: Wydział IV – Nauk Technicznych, Komitet Elektroniki i Telekomunikacji (w latach 1990–2011), członek Sekcji Sygnałów Układów i Systemów Elektronicznych oraz Sekcji Mikroelektroniki. Członek Sekcji Teorii Elektrotechniki Komitetu Elektrotechniki (w latach 1994–2011). W latach 1991–1996 był Prodziekan na Wydziale Elektrotechniki, Elektroniki, Informatyki i Automatyki PŁ oraz Przewodniczącym Prezydium Wydawnictw PŁ w latach 1997–2002.